# Skarga nadzwyczajna
Skarga nadzwyczajna – szczególny środek zaskarżenia w polskim systemie prawnym wprowadzony ustawą z dnia 8 grudnia 2017 r. o Sądzie Najwyższym.

## Dopuszczalność
Skarga nadzwyczajna przysługuje od prawomocnego orzeczenia sądu powszechnego albo wojskowego kończącego postępowanie w sprawie, jeżeli:
- orzeczenie narusza konstytucyjne zasady lub prawa lub wolności człowieka lub obywatela lub
- orzeczenie rażąco narusza prawo przez jego błędną wykładnię lub zastosowanie lub
- ustalenia sądu są oczywiście sprzeczne z zebranym materiałem dowodowym
- orzeczenia nie można zmienić lub uchylić innymi środkami[2].

Skarga ma służyć zapewnieniu realizacji zasady demokratycznego państwa prawa. Od tego samego orzeczenia można złożyć skargę jeden raz. Skargę można oprzeć tylko na zarzutach innych niż zawarte w kasacji lub skardze kasacyjnej. Jeżeli strona zawarła nowe małżeństwo po uprawomocnieniu się wyroku orzekającego rozwód albo unieważnienie małżeństwa, skarga jest niedopuszczalna. To samo dotyczy postanowienia o przysposobieniu i spraw o wykroczenia albo wykroczenia skarbowe.

## Podmioty uprawnione do wniesienia
Skargę mogą wnieść w każdej sprawie:
- Prokurator Generalny
- Rzecznik Praw Obywatelskich[2].

W zakresie swojej właściwości są uprawnieni też:
- Prezes Prokuratorii Generalnej Rzeczypospolitej Polskiej
- Rzecznik Praw Dziecka
- Rzecznik Praw Pacjenta
- Przewodniczący Komisji Nadzoru Finansowego
- Rzecznik Finansowy
- Rzecznik Małych i Średnich Przedsiębiorców
- Prezes Urzędu Ochrony Konkurencji i Konsumentów[2].

## Termin do wniesienia
Skargę wnosi się w ciągu 5 lat od uprawomocnienia się orzeczenia, chyba że wniesiono od niego kasację albo skargę kasacyjną (w takim przypadku termin wynosi rok i liczy się od dnia rozpoznania jednego z tych środków). Można uwzględnić skargę wniesioną na niekorzyć oskarżonego przed upływem roku od uprawomocnienia się orzeczenia (w razie wniesienia kasacji albo skargi kasacyjnej termin podlega skróceniu do 6 miesięcy, liczonych od rozpoznania tego środka zaskarżenia).

## Rozpoznanie skargi
Skargę rozpoznaje 2 sędziów Izby Kontroli Nadzwyczajnej i Spraw Publicznych Sądu Najwyższego i 1 ławnik tego sądu. Jeżeli skarga dotyczy orzeczenia tego sądu, występuje skład powiększony (5 sędziów i 2 ławników).
Po rozpoznaniu skargi Sąd Najwyższy może:
- uwzględnić ją i uchylić zaskarżone orzeczenie (także częściowo) i orzec co do istoty sprawy albo przekazać sprawę do ponownego rozpoznania właściwemu sądowi (ewentualnie z uchyleniem orzeczenia sądu pierwszej instancji)[2] albo
- oddalić skargę, gdy nie znalazł podstaw do uchylenia orzeczenia[2] albo
- stwierdzić wydanie orzeczenia z naruszeniem prawa, jeżeli wywołało nieodwracalne skutki, o ile konstytucyjne zasady lub prawa lub wolności człowieka lub obywatela nie uzasadniają wydania rozstrzygnięcia o uwzględnieniu skargi, o którym mowa wyżej[2].

Przy rozpoznawaniu skargi stosuje się odpowiednio przepisy dotyczące skargi kasacyjnej albo kasacji. Jednakże w przypadku skargi od orzeczenia wydanego w postępowaniu cywilnym Sąd Najwyższy nie orzeka o jej przyjęciu do rozpoznania (nie występuje tzw. przedsąd).